# Fangourin
Un fangourin est un type de moulin destiné au broyage des cannes à sucre autrefois utilisé à l'île de La Réunion, aujourd'hui un département d'outre-mer français dans l'océan Indien,ainsi qu'à l'Ile Maurice sa voisine. Mû par la force animale de bêtes de somme telles que des mulets, il se présentait sous la forme de deux cylindres verticaux parallèles tournant dans des sens opposés entre lesquels les cannes fraîchement récoltées par les coupeurs dans les champs étaient introduites à l'horizontale manuellement. Le vesou récolté tombait par gravité dans un récipient au pied des cylindres tandis que la bagasse était évacuée par leur mouvement de l'autre côté du moulin sur un tas qui augmentait au fur et à mesure de l'opération.
Un moulin de ce type est toujours visible dans le jardin botanique mauricien de Pamplemousses, le jardin Sir Seewoosagur Ramgoolam.